# Індустрія відеоігор
Індустрія відеоігор або індустрія інтерактивних розваг — економічний сектор, пов'язаний з розробкою, просуванням та продажем відеоігор. У неї входить велика кількість спеціальностей, за якими працюють тисячі людей по всьому світу.

## Огляд індустрії
Індустрія відеоігор зародилася в середині 1970-х років як рух ентузіастів і за кілька десятиліть виросла з невеликого ринку в мейнстрім з річним прибутком в 9,5 мільярдів доларів у США в 2007 році і 11,7 мільярдів у 2008 році (за звітами ESA).
Сучасні персональні комп'ютери дали безліч нововведень ігрової індустрії. До числа найзначущих відносять звукові та графічні карти, CD-і DVD-приводи, Unix та центральні процесори. Зокрема, операційна система Unix була розроблена для запуску комп'ютерної гри про дослідження космосу.
Звукові карти спочатку були розроблені для інтегрування якісного цифрового звуку в комп'ютерні ігри, і тільки потім звукове обладнання було вдосконалено під потреби меломанів.
Графічні карти, які на зорі комп'ютерної епохи еволюціонували у напрямі збільшення кількості підтримуваних кольорів, пізніше стали розвиватися для графічних інтерфейсів користувача (англ. GUI) та ігор. GUI зіграв роль у збільшенні дозволів екрану, а ігри — в 3D прискорення і винаході таких технологій, як SLI і CrossFire. Використання CD і DVD дисків для розповсюдження ігор породив необхідність у збільшенні обсягів і швидкостей читання.

## Ціннісна мета
Бен Сойєр (англ. Ben Sawyer) з Digitalmill розділив ціннісну мету ігрової індустрії на шість рівнів:
- Рівень видавництва і капіталу: видавництва беруть участь у фінансуванні розробки нових ігор і купівлі ліцензій.
- Рівень умінь: охоплює розробників, дизайнерів та художників, які можуть працювати як за індивідуальними контрактами, так і як частина групи розробників.
- Рівень виробництва та інструментів: тут виробляються інструменти для створення ігрового контенту, що настроюються ігрові Пакети та інструменти для управління розробкою.
- Рівень поширення: випуск та просування ігор для продажу в роздрібних мережах та сервісах цифрової дистрибуції.
- Рівень апаратного та програмного забезпечення: сюди входять апаратні базиси-платформи, такі як консолі та мобільні пристрої. У цей рівень зараз входять і не апаратні платформи, такі як віртуальні машини (наприклад Java або Flash) або програмні платформи, такі як браузери та (останнім часом) Facebook.
- Рівень кінцевих користувачів (інакше кажучи, споживачів ігор або геймерів)[4]

## Професії
В ігровій індустрії часто працюють ті, хто вже мав якийсь досвід у близьких до неї професіях (таких як програміст, художник, музикант), проте деякі мають досвід у роботі стосовно лише до ігрової індустрії: ігровий програміст, ігровий дизайнер, дизайнер рівнів, ігровий продюсер, ігровий художник і тестер ігор. Багато хто з них наймаються фірмами-розробниками або видавцями комп'ютерних ігор. Однак є багато одинаків, які пишуть ігри самостійно, а потім продають їх.